# Gołuchów (gmina)
Gołuchów – gmina wiejska w województwie wielkopolskim, w powiecie pleszewskim, z siedzibą w Gołuchowie; graniczy z Kaliszem.
W latach 1975–1998 gmina położona była w województwie kaliskim.
Według danych z 30 czerwca 2004 gminę zamieszkiwały 9693 osoby. Natomiast według danych z 31 grudnia 2019 roku gminę zamieszkiwało 10 777 osób.

## Struktura powierzchni
Według danych z roku 2002 gmina Gołuchów ma obszar 135,45 km², w tym:
- użytki rolne: 86%,
- użytki leśne: 11%.

Gmina stanowi 19,03% powierzchni powiatu.

## Demografia

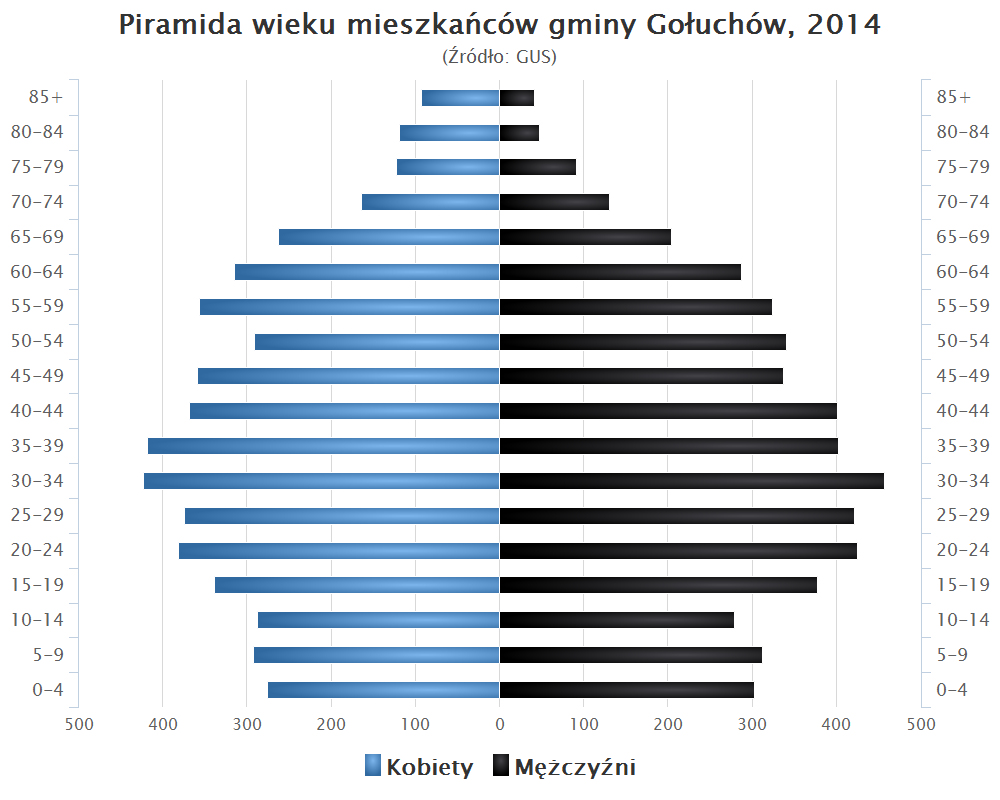
Piramida wieku mieszkańców gminy Gołuchów w 2014 roku

Dane z 30 czerwca 2004:
| Opis                              | Ogółem | Ogółem | Kobiety | Kobiety | Mężczyźni | Mężczyźni |
| --------------------------------- | ------ | ------ | ------- | ------- | --------- | --------- |
| Jednostka                         | osób   | %      | osób    | %       | osób      | %         |
| Populacja                         | 9693   | 100    | 4890    | 50,4    | 4803      | 49,6      |
| Gęstość zaludnienia [mieszk./km²] | 71,6   | 71,6   | 36,1    | 36,1    | 35,5      | 35,5      |

## Sąsiednie gminy
Blizanów, Kalisz, Nowe Skalmierzyce, Ostrów Wielkopolski, Pleszew